# Дюрація
Дюрація (від англ. Duration - тривалість)  - це середньозважений строк потоку платежів, зважений за дисконтованою сумою. Іншими словами – це точка рівноваги термінів дисконтованих платежів. Дюрація є важливою характеристикою потоку платежів, що визначає його чутливість до зміни відсоткової ставки.
Дюрація потоку платежів залежить не тільки від його структури, але і від поточної відсоткової ставки. Чим вище ставка — тим меншою є вартість дальніх виплат у порівнянні з короткими, і навпаки, чим менше ставка, тим більшою є дюрація потоку платежів.

## Дюрація облігації
Дюрація допомагає визначити міру залежності ринкової ціни облігації від зміни процентної ставки. Дюрація облігації показує на скільки зміниться ціна облігації при зміні відсоткової ставки (ставки дисконтування) на один відсоток. Іншими словами, дюрація - це еластичність ціни облігації по процентній ставці (ставці дисконтування). Чим більше дюрація цінного паперу, тим значніше зміна її ринкової вартості при зміні процентної ставки (ставки дисконтування). Отже, чим більше дюрація, тим вище ризик процентної ставки.
Час до настання терміну платежу по цінному паперу могло би бути використано для здобуття по цих інвестиціях вищого доходу. Отже, ціна активу з тривалішим терміном платежу має сильнішу залежність від процентної ставки (ставки дисконтування), ніж ціна активу по якому потік платежів відбувається в найближчому майбутньому. Зважаючи на існування такої залежності, дюрація інколи вимірюється як средньозважений термін до отримання кожного платежу по цінному паперу.
Таким чином, дюрація безкупонної облігації з терміном погашення {\displaystyle n} років - {\displaystyle n} років, оскільки єдиний платіж по ній буде зроблений через {\displaystyle n} років. За наявності купонних виплат, дюрація менше ніж {\displaystyle n}.
Для купонних облігацій дюрація розраховується так:
{\displaystyle D={\frac {\sum _{i=1}^{n}(\ PV_{i}\times \ T_{i})}{Price}}}
де 
- {\displaystyle PV_{i}} - це поточна вартість майбутніх доходів по облігації,
- {\displaystyle T_{i}} - період надходження i-го доходу,
- {\displaystyle Price} - ціна облігації.

З цієї формули слідують такі закономірності зміни дюрації:
- При інших рівних умовах, чим триваліший термін погашення облігації, тим більша дюрація.
- При інших рівних умовах, при підвищенні ставки дисконтування, дюрація купонних облігацій зменшується.
- При інших рівних умовах, чим вище ставка купонних платежів по облігації, тим менша дюрація.

Дюрація Маколея (Macaulay’s duration) - середньозважений термін до погашення потоків готівки від облігації, що розраховується як відношення поточної вартості потоків готівки та ціни.

## Модифікована дюрація
Модифікована дюрація для облігації розраховується як:
{\displaystyle MD={\frac {D}{1+YTM}}}
де
- D - дюрація,
- YTM - дохідність до погашення